# Julien Van den Brande
Julien Van den Brande, né le 6 janvier 1995 à Soignies, est un coureur cycliste belge.

## Biographie
Julien Van den Brande est le demi-frère de Jérôme Baugnies, également coureur cycliste,.
En 2012, il se classe deuxième d'une étape du Tour du Valromey et neuvième du Tour des Flandres juniors (moins de 19 ans). L'année suivante, il devient champion de Flandre-Orientale sur route juniors. Il prend par ailleurs la septième place de Liège-La Gleize. 
En 2014, il intègre l'équipe continentale Josan-To Win, pour ses débuts espoirs (moins de 23 ans). Il court ensuite durant deux ans chez Veranclassic-Ekoï, où il termine notamment deuxième du Tour du Brabant flamand et cinquième du championnat de Belgique sur route espoirs en 2016. Après ses résultats, il rejoint en 2017 la formation EFC-L&R-Vulsteke, avec pour objectif de passer professionnel. Une opération à un genou gâche cependant sa saison.
Lors de la saison 2018, il s'illustre en obtenant une dizaine de victoires et de nombreuses places d'honneur. Au printemps, il remporte notamment une étape puis le classement général du Tour du Canton de l'Estuaire, en France. Il s'impose par ailleurs sur le Grand Prix José Dubois, une kermesse professionnelle. Ses bonnes performances lui permettent ainsi de rejoindre l'équipe Tarteletto-Isorex en 2019, avec un contrat professionnel à la clé.

## Palmarès et résultats

### Palmarès par année
- 2011
  - 4e étape du Vlaanderen Ridley Tour
- 2013
  - Champion de Flandre-Orientale sur route juniors
  - 3e du Circuit Mandel-Lys-Escaut juniors
- 2015
  - 2e du championnat de Flandre-Orientale sur route espoirs
- 2016
  - 2e de la Mosselkoers
  - 2e du Tour du Brabant flamand
- 2018
  - Tour du Canton de l'Estuaire :
    - Classement général
    - 1re étape

  - Grand Prix José Dubois
  - Hill 60-Koers
  - 2e étape du Tour du Piémont pyrénéen (contre-la-montre par équipes)
  - 2e étape des Trois Jours de Cherbourg
  - 2e du championnat de Belgique du contre-la-montre par équipes
  - 2e des Trois Jours de Cherbourg
  - 3e du championnat de Flandre-Orientale du contre-la-montre
  - 3e de La Gislard
  - 3e du championnat de Belgique du contre-la-montre élites sans contrat
  - 3e du Tour du Brabant flamand
- 2019
  - Internationale Wielertrofee Jong Maar Moedig
  - Grand Prix Lanssens
  - 2e étape du Tour de Namur

### Classements mondiaux
| Année                                 | 2016  | 2017 | 2018  | 2019  |
| ------------------------------------- | ----- | ---- | ----- | ----- |
| Classement mondial                    | 2552e | nc   | 1727e | 1186e |
| UCI Europe Tour                       | 1737e | nc   | 1133e | 831e  |
|                                       |       |      |       |       |
| Légende : nc = non classéSource : UCI |       |      |       |       |